# پراولوو
پراولوو (به چکی: Pravlov) یک منطقهٔ مسکونی در جمهوری چک است که در ناحیه برنو-تسوونتری واقع شده‌است. پراولوو ۲٫۹۱ کیلومتر مربع مساحت و ۵۲۱ نفر جمعیت دارد و ۱۹۰ متر بالاتر از سطح دریا واقع شده‌است.